# Nu sobre fons vermell (Pablo Picasso)
Nu sobre fons vermell (Nu sur fond rouge) és un oli sobre tela de 81 × 54 cm pintat per Pablo Picasso l'any 1906 i dipositat al Museu de l'Orangerie de París.

## Context històric i artístic
L'any 1929, Paul Guillaume comprava a Ambroise Vollard aquest Nu sobre fons vermell, obra que palesa la ràpida maduració de l'art de Picasso i anuncia les investigacions del cubisme. Michel Hoog data la pintura a finals del 1906.
Waldemar George discernia en aquest quadre (que ell titulava La Noia de la cabellera) la imminència del cubisme:
| « | "... el potencial bèl·lic de Picasso és clarament perceptible. El pintor apareix armat de cap a peus i disposat a afrontar els perills del combat que lliurarà contres les Parques. Picasso havia perdut el seny o potser obeïa una ordre misteriosa quan dinamità l'edifici encara estable de la morfologia i de la lògica llatines?" | » |

## Descripció
Si bé hi subsisteixen elements naturalistes de l'època rosa (com el gest de la mà esquerra, que sembla subjectar un floc de cabell), la qualitat escultural de la figura i el fons de color roig viu sobre el qual es retalla indiquen un estadi avançat dins d'aquest període. Els volums són tractats com formes geomètriques simples i els modelats s'han endurit. L'actitud agraciada de la model es compensa amb el tractament radical i la simplificació geomètrica de les formes del cos, el qual tendeix a la distorsió en el cas del plec exagerat del colze dret. Els trets facials també són més durs (encara que millorats amb línies corbes), més deformats, en una estilització que denota la influència de l'art primitiu com és el cas dels ulls (dues escletxes inexpressives negres que donen a la cara l'aspecte d'una màscara). És evident que Picasso a l'època ja coneixia l'antic art ibèric i les escultures i les màscares africanes, els quals van tenir un paper decisiu en la forma en què l'artista va triar per a representar la figura humana.